# Riley il poliziotto
Riley il poliziotto (Riley the Cop) è un film muto del 1928 diretto e prodotto da John Ford. Il nome del regista però non viene citato nei titoli. Il film fu girato muto e venne sonorizzato con musiche ed effetti sonori sincronizzati.

## Trama
Joe e Mary si fidanzano, ma la loro relazione incontra dei problemi a causa delle differenti posizioni sociali dei due. Lui è un fornaio, lei invece appartiene a una famiglia ricca e snob. La zia della ragazza, che è contraria al fidanzamento di Mary, organizza per lei un viaggio in Europa. Joe, per poter seguire la fidanzata, utilizza i suoi sudati risparmi per pagarsi il viaggio. Ma al panificio risultano mancanti dei fondi e tutti pensano che sia stato Joe a rubare il denaro. Le indagini vengono affidate a Riley, un poliziotto che parte pure lui alla volta dell'Europa. In Germania, Riley si innamora di una ragazza tedesca solo per scoprire che è la sorella di Krausmeyer, un poliziotto suo rivale. Riley alla fine riesce a rintracciare Joe e a riportarlo indietro con lui negli Stati Uniti. Qui, viene finalmente provata l'innocenza del giovane fornaio e tutto finisce bene.

## Produzione
Il film fu prodotto dalla Fox Film Corporation (John Ford Production) (A Fox Production).

## Distribuzione
Distribuito dalla Fox Film Corporation, il film - presentato da William Fox - uscì nelle sale cinematografiche USA il 25 novembre 1928.